# Anders Wilhelm Lundin
Anders Wilhelm Lundin, född 25 oktober 1822 i Maria Magdalena församling, Stockholm, död 20 juni 1895 i Kungsholms församling, samma stad, var en svensk garveriidkare, läderfabrikör och donator. 

## Biografi
Anders W Lundin var son till garvaren Erik Lundin (d 1839) och Christina Brigitta (Brita Christina) Lind (d 1838). Han drev framgångsrikt garverirörelse och läderfabrik i kvarteret Vattuormen på Kungsholmen i Stockholm från 1840-talets början till sin död. Vid Garvargatan lät han på 1860-talet uppföra ett bostadshus med kontor, ritat av arkitekten Fredrik Wilhelm Scholander. I huset inrättade han sin ytterst påkostade privatbostad, vars palatslika inredning starkt bidrog till att han i folkmun kom att kallas "Kungsholmskungen". Han efterlämnade vid sin död en betydande förmögenhet som han till del testamenterade till olika utbildningsanstalter och institutioner.
Lundin var gift med Johanna Wilhelmina Westberg och fick med henne sönerna August, Erik och Gustaf.
Han fick också ett barn utom äktenskapet med tjänstekvinnan Karolina Elisabeth Basilier, nämligen barnmorskan Johanna Wilhelmina Karolina Basilier (1849–1938). Lundins far Erik hade ett barn med Karolina Basilers mor Maria Lotta Larsdotter Ährlund, Per Gustaf Lundin. Båda dessa barn föddes på Marums gård på Ljusterö, där Karolina Elisabeth Basilier skötte hushållet.

## Arv och försäljning av garverierna
Lundin ärvdes av sin brorson Eugèn Lundin, som flyttade garverierna till Järla i Nacka, och lade ner företaget vid första världskrigets utbrott 1914, varvid delar av fabriken såldes till Vänersborg. Eugen Lundin skriver i sina memoarer:

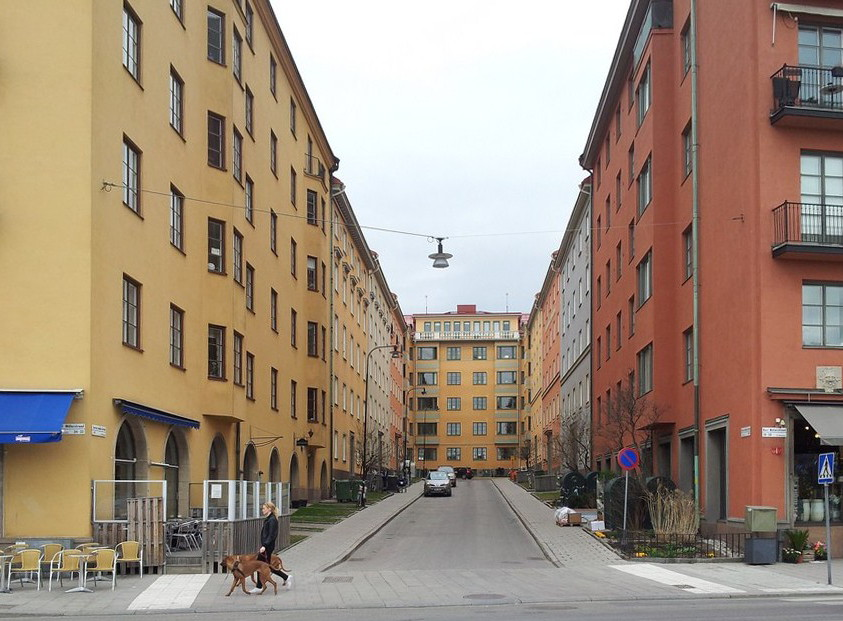
Garvar Lundins gränd sedd från Norr Mälarstrand.

| ”                                                              | Vid min käre farbrors frånfälle den 20 juni 1895 tillträdde jag hans fasta egendomar på Kungsholmen och fortsatte under några år läderindustrin der. Med anledning af gatu- och tomtregleringar flyttades läderfabrikationen till Jerla och bedrevs der af AB Stockholms Förenade Läder- och Remfabriker till dess kriget började den 1 Aug. 1914, då bolaget upplöstes. Läderfabrikationen fortsätter nu i Wenersborg. Jag lefver nu vid 67 års ålder mitt lif i lugnet på Kungsholmen, der vår familj varit bofast i nära 100 år. // Med stort intresse har jag egnat och egnar mig fortfarande åt lantbruk och trädgårdsskötsel på min gård Kårboda å Ljusterö, der jag tillbringar nästan halfva året. | „ |
| – av Eugèn Lundin, 1915, Eugèn Lundins självbiografi, 1915 (). | |   |